# Кызылорда (аэропорт)
Аэропорт Кызылорда имени «Коркыт Ата» (каз. Қорқыт Ата әуежайы) — международный аэропорт одноимённого города в Казахстане. С 2001 года носит имя «Коркыт Ата». Управляется структурой КТЖ «Airport Management Group».

## Принимаемые типыВС
Аэродром способен принимать самолёты B-757, B-747, Ил-96, Ту-204, Ту-154 и все более лёгкие, а также вертолёты всех типов. Классификационное число ВПП (PCN) 53/F/C/W/T.

## История
Прежний аэропорт (созданный в конце 1920-х годов) находился в городской черте на юго-востоке города (44°48′50″ с. ш. 65°31′54″ в. д.) — в настоящее время в здании аэровокзала функционирует городской автовокзал, а по бывшей взлётно-посадочной полосе проходит проспект Астана.
В начале 1960-х аэропорт представлял собой два саманных дома с оградой, один из которых приспособили под аэровокзал, внутри которого едва умещались 7-8 человек. На грунте стояли несколько самолётов Як-12 и Ан-2, а рядом с ними домик с тепляком для техобслуживания самолета Ан-2, 4 машины ПАРМ (полевые авиаремонтные мастерские), палатка и грунтовая взлетно-посадочная полоса в несколько сотен метров. Авиарейс до Алма-Аты выполнялся на двухмоторном самолёте Ил-14.
В те годы на основе Чимкентской авиаэскадрильи, базировавшейся в Кзыл-Орде, и Джусалинского авиазвена, перебазированного в Кзыл-Орду, создана 28-я отдельная авиаэскадрилья, которая выполняла почтово-пассажирские авиарейсы по местным воздушным линиям области.
В 1966 году создан 290-й лётный отряд (290 ЛО).
С 1966 по 1974 годы 290 ЛО эксплуатировал самолёты Ил-14, с 1975 по 1992 годы — семь самолётов Як-40 и три вертолёта Ми-8Т/МТВ-1.
Со второй половины 1960-х и до середины 1990-х годов в аэропорту базировалось большое количество самолётов Ан-2 (свыше 50 штук), на которых до 1993 года выполнялись регулярные почтово-пассажирские рейсы в ряд населённых пунктов области (Аральск, Казалинск, Ленинск, Джусалы, Джалагаш, Куандарья, Чиили, Яныкурган) и авиационные работы в регионе.
Летом 1968 года сдана в эксплуатацию искусственная ВПП (ныне проспект Астана), магистральная рулежная дорожка (ныне ул. М. Шокая), стоянки самолетов (в конце 1980-х там построены многоэтажки), а годом позже аэровокзал (ныне это автовокзал, привокзальная площадь для автобусов и такси).
В том же 1968 году в аэропорт начал совершать рейсы новый турбовинтовый самолет Ан-24. Появились рейсы не только в Алма-Ату, но и в Москву и Минеральные Воды.
С 1975 года на самолётах Як-40 стали выполняться авиарейсы из Кзыл-Орды в Алма-Ату, Талды-Курган, Балхаш, Усть-Каменогорск, Джезказган — Караганду — Новосибирск, Кустанай — Свердловск (Екатеринбург), Джамбул — Ташкент, Шевченко (Актау) — Волгоград.
В 1988 году 290 ЛО переименован в 21 ЛО.
На нынешнем месте аэропорт располагается с 1988 года (строительство начато в 1986 году). Первый (технический) рейс самолёта Ту-154 из Алма-Аты был принят в новом аэропорту в 1988 году.
В середине 1990-х годов четыре самолёта Як-40 были переданы в другие аэропорты Казахстана; оставшиеся три самолёта с того времени непригодны для полётов, поскольку нуждаются в ремонте для продления эксплуатационного ресурса, и по причине отсутствия средств на эти цели хранятся в аэропорту Кызылорда.
В 2001 году в аэропорту был построен новый аэровокзальный комплекс пропускной способностью 150 пассажиров в час. В том же году эксплуатанту аэропорта — открытому акционерному обществу «Аэропорт Кызылорда» — присвоено имя Коркыт Ата. С конца 1990-х и до 2011 года аэродром Кызылорда принимал самолёты 3 класса (Ан-24, Як-40) и все более лёгкие, а также вертолёты всех типов. Возможен был эпизодический приём самолётов 2 класса (Ту-154, Ту-134, Як-42) по предварительному запросу.
В апреле 2011 года завершилась реконструкция аэродрома — замена радионавигационного, светосигнального и метеорологического оборудования, капитальный ремонт рулёжных дорожек и ВПП, что позволило расширить спектр принимаемых аэродромом типов самолётов.
С 3 ноября 2014 года аэропорт Кызылорда допущен к обеспечению международных полетов воздушных судов.
С апреля 2015 года по февраль 2016 года в связи с реконструкцией ВПП байконурского аэродрома Крайний авиакомпанией «АЛРОСА» выполнялся рейс Москва (Домодедово) — Кызылорда по вторникам (с 30 октября 2015 года — по вторникам и пятницам).
С мая по октябрь 2015 года авиакомпания «Трансаэро» выполняла три раза в неделю регулярный рейс Москва (Внуково) — Кызылорда. Рейсы прекращены в связи с отзывом сертификата эксплуатанта у компании.
С 15 июля 2018 года авиакомпания «Аэрофлот» выполняла рейс SU1960/1961 Москва (Шереметьево) — Кызылорда (и обратно) 4 раза в неделю. Данный рейс выполнялся по 26 октября 2019 года включительно, а затем прямое авиационное сообщение с Москвой возможно было только через ближайшие аэропорты Актобе и Шымкент. Это связано с ремонтом терминала аэропорта Кызылорда в период с ноября 2019 г. по март 2020 г., в этот период аэропорт принимал только внутренние рейсы.
Планировалось возобновление регулярных рейсов «Аэрофлота» по маршруту Москва — Кызылорда с 23 мая 2020 года, однако из-за пандемии коронавируса реализация данного мероприятия была отложена сначала на июль, а затем на сентябрь 2020 г.
В 2023 году началось строительство нового терминала аэропорта и прочей инфраструктуры. Общая стоимость проекта составила более 25 млрд тенге. Основным спонсором выступил фонд миллиардера Булата Утемуратова. Местные власти выделили 4,3 млрд тенге на строительство инфраструктуры. В 2024 году работы завершились. Площадь нового терминала составило 7,5 тыс. м2. Проведённые работы позволили увеличить способность аэропорта в 7 раз — с 300 тысяч до 2 млн пассажиров в год.

## Показатели
В 2014 аэропорт Кызылорды обслужил 167 тыс. пассажиров. Убыток предприятия составил 432 млн тенге ($2,3 млн).
- 2015—226 962.[16]
- 2016—197 788.[16]
- 2017—212 100.[1]